# N430 (België)
De N430 is een gemeenteweg in België, in de plaats Gent tussen de R40 en de R40.
De weg heeft een lengte van ongeveer 3 kilometer en verloopt via de Blaisantvest, Opgeëistenlaan, Begijnhoflaan en Nieuwewandeling. De Nieuwewandeling bestaat uit twee rijstroken voor beide rijrichtingen samen, waarvan een deel gescheiden rijbanen betreft. De overige straten hebben 2x2 rijstroken.